# Waidhofen an der Thaya
Waidhofen an der Thaya er en kommune med 5.693 indbyggere (2011) i Niederösterreich i Østrig.

## Kendte bysbørn
- Alexander Wurz
- Birgit Zotz